# La Mort de près
La mort de près est un essai écrit « après cinquante-sept ans de survie ». Maurice Genevoix, une fois encore, dans sa mémoire et la vitalité de son attention, sonde l'indicible pour rapporter les faits dans leur réalité préservée et à vécu au voisinage de la mort. L'écrivain est alors âgé de 82 ans.

## Place dans l'œuvre de Genevoix
La Mort de près est le dernier ouvrage de Genevoix consacré à la Grande Guerre. Il ne s'agit plus d'un récit mais d'un essai, néanmoins rattaché aux faits, à l'expérience vécue et ressentie, bien davantage qu'à l'analyse. En écrivain depuis longtemps rompu au réalisme de Maupassant, Genevoix n'en démord pas et place le témoignage réaliste au-dessus de toute autre démarche littéraire. Aussi précise-t-il : "Cet essai n'est pas une thèse. Qu'il me suffise de rapporter les faits."
Pour autant, Genevoix fustige le gaspillage des vies, mais aussi les "fausses notions théoriques, exécrables, enseignées et transmises à force". Le patriotisme ne sert pas de levier chez cet écrivain dont, à l'épreuve de la mort, les "ultimes recours" sont autres : "le sentiment de responsabilité, le sang-froid nécessaire, et l'action."

## Analyse de l'essai
Maurice Genevoix évoque ses confrontations les plus directes avec la mort, qu'il éprouve lui-même par trois fois. Une première fois le 24 septembre 1914, un bouton de sa vareuse le sauve d'une balle tirée d'une quarantaine de mètres. Le 17 février 1915, l'obus qui tue ses camarades à ses côtés le laisse intact. L'épreuve directe de la mort intervient le 25 avril 1915, lorsque trois balles le blessent très grièvement. Il faut, pour évoquer cette expérience de la mort et de la blessure, l'avoir ainsi vécue : « Les blessures, les morts des autres, si profondément qu'elles nous émeuvent, si approché que soit le retour sur nous-mêmes que provoque leur présence lamentable, ne peuvent être qu'autres (...) : le transfert est impossible, il y faut la blessure même. »
Maurice Genevoix, que Norton Cru considérait comme le meilleur écrivain de guerre, est à même de témoigner de cette compagne hideuse qui, brutalement, fait passer « de la vitalité ardente à l'inertie de la matière morte ».